# Калциев хлорид
Калциевият хлорид е неорганично съединение, сол с химическа формула CaCl2. Представлява бяло кристално твърдо вещество (при стайна температура), което е високо разтворимо във вода.
Калциевият хлорид е често срещан под формата на хидратирано вещество с обща формула CaCl2(H2O)x, където x може да е 0, 1, 2, 4, или 6. Тези съединения се използват главно за размразяване и контрол на запрашеността. Тъй като сухата сол е хигроскопична, тя се използва като десикант.

## Употреба

### Размразяване
Тъй като понижава точката на замръзване на водата, калциевият хлорид се използва за предотвратяване образуването на лед и за размразяване. Именно това му приложение консумира най-много калциев хлорид в света. Веществото е относително безвредно за растенията и почвата. Като размразяващ агент той е много по-ефективен при ниски температури от натриевия хлорид. Обикновено се използва под формата на малки бели топчета с диаметър от няколко милиметра. Разтворът от калциев хлорид може да предотврати замръзването на водата при температури достигащи −52 °C, което го прави идеален за запълване на течни баласти в гумите, подобрявайки сцеплението в области със студен климат.
Използва се и в домашните и промишлените въздушни обезвлажнители.

### Пътна настилка
Второто най-голямо приложение на калциевия хлорид се възползва от неговите хигроскопични свойства и лепкавостта на хидратите му. Концентриран разтвор образува течен слой върху повърхността на черен път, потискайки образуването на прах. Така фините прахови частици се задържат върху пътя. Използването на калциев хлорид намалява нуждата от запълващи материали при пътното строителство до 80%.

### Храна
Средният прием на калциев хлорид като хранителна добавки се оценява на 160 – 345 mg дневно. Калциевият хлорид е разрешен като хранителна добавка в Европейския съюз. Използва се като стягащ агент с Е-номер E509. Счита се като цяло за безопасен от Агенцията за контрол на храните и лекарствата на САЩ.. Употребата му в биоземеделието е забранена.
В морските аквариуми, калциевият хлорид е един от начините да се набави биодостъпен калций за животните с черупки (мекотели и мешести). Може да се използва и калциев хидроксид.
Като стягащ агент, калциевият хлорид се използва при консервирането на зеленчуци, за превръщане на соя в тофу и за произвеждането на хайвер от зеленчукови или плодови сокове. Често се използва като електролит в спортните напитки. Изключително соленият вкус на калциевия хлорид намира приложение при приготвянето на кисели краставички, без да се увеличава съдържанието на натрий в храната. Свойството на калциевия хлорид, понижаващо точката на замръзване, се използва за забавяне на втвърдяването на карамела в шоколадите с карамелен пълнеж.
В пивоварството, калциевият хлорид понякога се използва за коригиране на минералния дефицит във водата. Влияе на вкуса и химичните реакции по време на процеса на варене, а също така може да повлияе и на дрождите по време на ферментацията.
В производството на сирене, калциеви хлорид понякога се добавя към преработеното мляко с цел да се възстанови естествения баланс между калция и протеините в казеина. Добавя се преди сгъстителя.
Калциевият хлорид намира приложение и като средство за превенция на болести по ябълките.

### Други
Калциевият хлорид се използва в бетонни смеси за ускоряване на първоначалното втвърдяване на бетона, но хлоридните йони водят до корозия на стоманената арматура, поради което не бива да се използва при стоманобетон. Сухата форма на веществото също може да се използва за тази цел и може да даде представа за нивото на влага в бетона.
Съединението се добавя към пластмаси, пожарогасители, при пречистването на отпадъчни води като помощно средство за отводняване, в доменните пещи като добавка за контролиране на натрупванията и залепването на материали, които предотвратяват спускането на пещния заряд, както и при омекотителите като разредител.
Екзотермичното разтваряне на калциевия хлорид се използва при електрически възглавници.
В нефтената промишленост, калциевият хлорид се употребява за повишаване на гъстотата на несъдържащите твърди вещества саламури. Използва се и за задържане на набъбващите глини във водната фаза на инвертираните емулсионни флуиди при сондирането.
CaCl2 се използва в индустрията за производство на метален натрий и титан. Използва се и при производството на активни въглени.
Дихидрат на калциев хлорид, разтворен в етанол, в миналото е бил използван за кастрация на мъжки животни. Разтворът се инжектира в тестисите на животното. След 1 месец некрозата на тъканта на тестисите довежда до стерилност.

## Опасности
Калциевият хлорид може да е раздразнителен за кожата, тъй като я изсушава. В твърдо състояние съединението се разтваря екзотермично и може да доведе до изгаряния в устата и хранопровода при поглъщане. Поглъщането на концентриран разтвор или твърд продукт може да доведе до стомашно-чревно раздразнение или язви.
Прекомерната консумация на калциев хлорид може да предизвика хиперкалциемия.

## Свойства
Калциевият хлорид се разтваря във вода, при което се отделя хлорид и аквакомплекс [Ca(H2O)6]2+. По този начин, разтворът му е източник на свободен калций и свободни хлоридни йони. Това се илюстрира от факта, че разтворът реагира с източници на фосфат, при което се утаява твърд калциев фосфат:
3 CaCl2 + 2 PO3−
4 → Ca3(PO4)2 + 6 Cl−
Калциевият хлорид има много висока енталпийна промяна на разтвора, за което свидетелства значителното покачване на температурата, придружаващо разтварянето на негова суха сол във вода. Това свойство е в основата на най-мащабното му приложение.
Течният калциев хлорид може да се подложи на електролиза, при което да се получат калций и хлор:
CaCl2 → Ca + Cl2

## Добиване
В по-голямата част от света, калциевият хлорид се добива от варовик като вторичен продукт от процеса на Солвей, който следва реакцията:
2 NaCl + CaCO3 → Na2CO3 + CaCl2
Както при повечето насипни продукти със соли, остатъчни количества на други катиони на алкални метали и алкалоземни метали и други аниони от халогени обикновено също присъстват, но концентрацията им е нищожна.
Калциевият хлорид се среща като рядък евапорат (дихидрат или хексахидрат). Сродните минерали хлорокалцит (KCaCl3) и тахихидрит (CaMg2Cl6·12H2O) също са много редки.